# Marinier-Corps (Brandenburg)
Das brandenburgische Marinier-Corps war eine brandenburgisch-preußische Marineinfanterieeinheit. Das Korps wurde am 1. Oktober 1684 gegründet, zeitgleich mit der Gründung der Kurbrandenburgischen Marine. Die Einheit existierte bis 1744, als das Korps im Garnisonregiment No. XII aufging.

## Aufstellung des Marinier-Corps
Durch die kolonialen Ambitionen Brandenburg-Preußens bedingt, benötigte man für die brandenburgischen Schiffe und die gegründeten Stützpunkte der Brandenburgisch-Afrikanische Compagnie eine infanteristische Sicherung. Der Oberkommandierende der kurbrandenburgischen Marine, Benjamin Raule, forderte 1681 die Aufstellung einer Marinekompanie. In der Zwischenzeit hatten die kolonialen Projekte bereits Form angenommen. Am 1. Januar 1683 wurde die Kolonie Groß Friedrichsburg gegründet. Die bisherigen brandenburgischen Flottenhäfen Königsberg und Pillau genügten nicht mehr den Anforderungen, so schmiedete der Kurfürst Pläne für den Erwerb eines Hochseehafens an der Nordsee. Er wählte dafür die Stadt Emden, da der dortige Hafen als einer der besten Europas galt.
Zu der Zeit befand sich die Fürstin von Ostfriesland in einem Konflikt mit den ostfriesischen Ständen. Dies ausnutzend, engagierte sich der Große Kurfürst als Vorsitzender des westfälischen Reichskreises vor Ort und versuchte, seinen Machtanspruch gegen den Einfluss der Niederlande durchzusetzen. Während die Niederlande die ostfriesische Fürstin unterstützten, unterstützte Brandenburg-Preußen die Stände und die Stadt Emden. „Zum Schutze des Landes“ ließ der Kurfürst im Einvernehmen mit Dänemark am 26. Oktober 1682 300 brandenburgische Soldaten in Glückstadt einschiffen. Am 6. November wurde die Burg Greetsiel eingenommen. Nach weiteren vertraglichen Regelungen mit den Ständen aus Emden wurde die dauerhafte Garnison brandenburgischer Soldaten in Emden und Greetsiel festgelegt. Am 25. Januar 1684 wurde der Plan des Kurfürsten zur Aufstellung einer Compagnie de Marine bekanntgegeben.

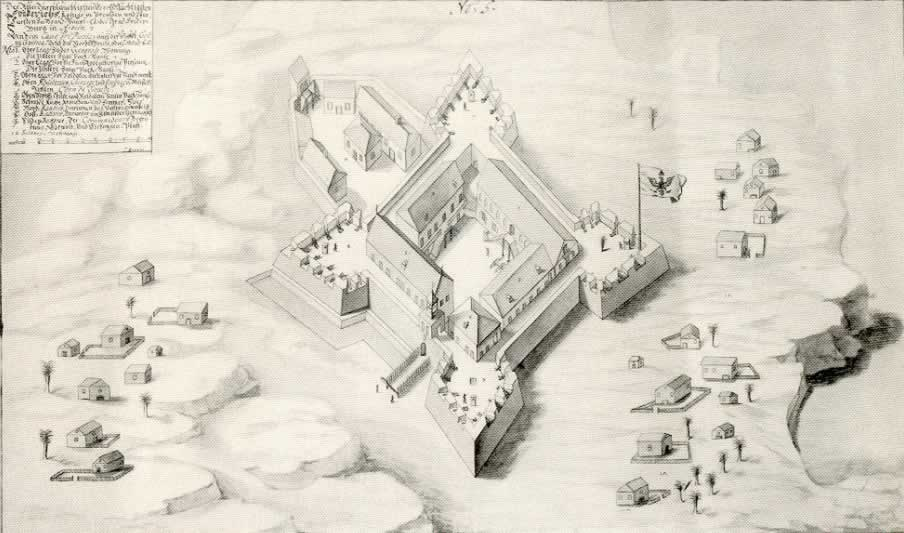
Auch in den brandenburgisch-überseeischen Stützpunkten (hier: Fort Groß Friedrichsburg) taten die Marinesoldaten ihren Dienst

Die Hauptaufgabe des brandenburgischen Marinier-Corps sollte in der Durchsetzung brandenburgischer Ansprüche in Ostfriesland bestehen. Letztlich wurde die Marineeinheit aus landespolitischer Notwendigkeiten und nicht aus kolonialpolitischen Gründen aufgestellt.
Die sich an Bord der nach Übersee entsandten Schiffe befindlichen Soldaten des Marine-Corps hatten vordringlich die Aufgabe der militärischen Sicherung durchzuführen und sich notfalls beim seemännischen Dienst zu beteiligen. Die überseeischen Besitzungen waren besonders gefährdet. Um sie gegen Übergriffe der europäischen Konkurrenten und afrikanischer Gegner zu schützen, wurden den Stützpunkten kleinere Infanteriekontingente zugeteilt. Dies traf aber nur auf Großfriedrichsburg und Arguin zu.

## Auflösung
Nach dem Tod des Großen Kurfürsten 1688 ging der Überseehandel zurück und die kurbrandenburgischen Marine verfiel. Die Gründe lagen in der Finanzschwäche des Staates und der großen europäischen Konkurrenz. Die Stützpunkte konnten ebenfalls nicht mehr regelmäßig angelaufen und versorgt werden. Daher wurden die brandenburgischen Besitzungen außerhalb Europas an die Niederländer verkauft. Mit dem Ende der Kolonialbestrebungen bedurfte es auch keines Marinier-Corps mehr.
Zudem fiel Ostfriesland 1744 infolge von Nachfolgeregelungen des Hauses Cirksena an Preußen. Eine Truppe zur Durchsetzung von Machtansprüchen war nun nicht mehr erforderlich, sondern es bedurfte nur noch einer Garnison. Aus diesem Grund wurde das Bataillon der Marine im Jahr 1744 in das Garnisons-Bataillon Nummer 12 umgewandelt. Damit endete die Geschichte des brandenburgisch-preußischen Marinier-Corps.

## Einsatzgeschichte
In erster Linie diente das Marine-Corps als Garnisontruppe für die beiden ostfriesischen Städte Emden und Greetsiel. In den 73 Jahren ihres Bestehens kam es in den beiden Standorten jedoch zu keinen militärischen Aktionen.
Teile des Korps wurden auch zum Schutz der Schiffe der Brandenburgisch-Afrikanische Compagnie bei ihren Überseefahrten abgestellt. Darüber hinaus wurden Angehörige des Marinekorps zur Besatzung der brandenburgischen Stützpunkte in Übersee verwandt. So bestand die Garnison des Fort Groß Friedrichsburg aus brandenburgischen Marinesoldaten.

## Formationsgeschichte des Marine-Korps
Der Etat vom 1. Oktober 1684, dem Gründungsdatum, sah für das Korps eine Kompaniestärke von 9 Offizieren, 27 Unteroffizieren und 420 Marinesoldaten vor. Durch Aufstellung einer zweiten Kompanie am 16. Mai 1685 wurde das Korps auf Bataillonsstärke vergrößert. 1687 wurde das Bataillon um eine dritte, 1688 um eine vierte Kompagnie verstärkt. Zu dem Zeitpunkt bestand der Plan, das Korps auf Regimentsstärke von 8 Kompanien zu vergrößern, was durch den Tod des Großen Kurfürsten verhindert wurde. 1692 wurden zwei Kompanien aufgelöst.

### Kommandeure
| Dienststellung  | Name                       | Kommandozeit          |
| --------------- | -------------------------- | --------------------- |
| Kapitän         | Theodore du Moulin         | 16. Mai 1685 bis 1699 |
| Obristlieutnant | de Vulson                  | 1699 bis 17??         |
| ?               | Georg Wilhelm von Frydag   | ? bis?                |
| Obrist          | Philippe de Brueys         | 1725 bis 1737         |
| ?               | von Ampach                 | 1737 bis 1740         |
| ?               | Ernst Georg von Kalckreuth | 1740 bis 1744         |

## Garnison-Bataillon No. XII
Nach der Übernahme von Ostfriesland durch König Friedrich II. wurde aus zwei Kompanien „Mariniers“ der Stamm des Garnison-Bataillons No. XII gebildet. Das Bataillon selbst wurde auf drei Kompanien zu je 200 Mann gesetzt. Sein erster Kommandeur war der Oberst Ernst Georg von Kalckreuth (seit 1740 Kommandeur der Mariniers).
Zu Beginn des Siebenjährigen Kriegs geriet das Bataillon in französische Gefangenschaft. Nach dem Krieg wurde 1763 das Frei-Bataillon Courbier nach Emden verlegt und dort zum Garnison-Bataillon No. XII. 1788 erfolgte die Errichtung von Depot-Bataillonen unter Oberstleutnant von Beauvrye. Drei Kompanien wurden dem Infanterie-Regiment No. 45, je eine den Infanterie-Regimentern Nr. 10 und 48 zugeteilt.